# Unomattina Verde
Unomattina Verde è stato uno spin-off di Unomattina, andato in onda dal 2013 al 2014 su Rai 1 condotto da Elisa Isoardi per entrambe le edizioni con Franco di Mare nella prima e Massimiliano Ossini nella seconda. Il programma nasce in seguito alla cancellazione di Occhio alla spesa, programma condotto da Alessandro Di Pietro.

## Il programma
Ogni giorno gli esperti mettono a confronto alimenti e prodotti, per fornire ai consumatori una guida autorevole e rigorosa. Tra i temi fissi del programma anche l’attualità, la scienza e la salvaguardia dell’ambiente 

## Edizioni
| Edizione | Periodo          | Periodo        | Conduttori    | Conduttori          |
| Edizione | Inizio           | Fine           | Conduttori    | Conduttori          |
| -------- | ---------------- | -------------- | ------------- | ------------------- |
| 1ª       | 8 aprile 2013    | 31 maggio 2013 | Elisa Isoardi | Franco di Mare      |
| 2ª       | 9 settembre 2013 | 30 maggio 2014 | Elisa Isoardi | Massimiliano Ossini |

## Audience
| Edizione | Rete televisiva | Anno      | Programmazione | Programmazione | Programmazione | Programmazione | Programmazione | Programmazione | Programmazione | Telespettatori | Share  |
| Edizione | Rete televisiva | Anno      | L              | M              | M              | G              | V              | S              | D              | Telespettatori | Share  |
| -------- | --------------- | --------- | -------------- | -------------- | -------------- | -------------- | -------------- | -------------- | -------------- | -------------- | ------ |
| 1ª       | Rai 1           | 2013      |                |                |                |                |                |                |                | 813 000        | 18,94% |
| 2ª       | Rai 1           | 2013-2014 | 751 000        | 14,95%         |                |                |                |                |                |                |        |